# Ardessie
Ardessie is een gehucht dat ligt op de zuidwestelijke oevers van Little Loch Broom in de buurt van Dundonnel in Ross and Cromarty in de Schotse Hooglanden.